# Paul List

Paul List (stehend) und sein Verlagspartner Felix von Bressensdorf

Geschäftshaus Paul List Verlag in Leipzig (Carolinenstraße 22 [heute: Paul-List-Straße]) vor 1911

Paul List (* 21. August 1869 in Berlin; † 30. April 1929 in Leipzig) war ein deutscher Verleger in Leipzig.

## Leben

### Herkunft und Ausbildungen
Der Großvater Jacob Alfred List (1780–1848) war jüdischer Schulvorsteher und Buchhändler in Berlin, der zeitweise auch als Verleger tätig war. Der Vater  Kommerzienrat Friedrich Jacob Alfred List (1829–1882), war Bankier und Mitbegründer der Allgemeinen Deutschen Credit-Anstalt, die Mutter Christine Marie Louise, geborene Simon, stammte aus einer Hamburger Kaufmannsfamilie.
Paul List begann zunächst Landwirtschaft in Göttingen zu studieren, fühlte sich aber den körperlichen Anforderungen dieses Berufes nicht gewachsen.
Daraufhin ließ er sich als Buchhändler im Verlag Schall & Grund in Berlin ausbilden.

### Verlegertätigkeiten
Am 1. April 1894 gründete er in Berlin den Paul List Verlag, den er 1896 nach Leipzig, Carolinenstraße 22, verlegte. Die Schwerpunkte waren Unterhaltungs- und Sachbuchliteratur.
1907 gründete er außerdem mit Felix von Bressensdorf den Schulbuchverlag List & von Bressensdorf, dessen „geographische Abteilung er durch den Erwerb der entsprechenden Teile des Braunschweiger Verlags Helmut Wollermann etablierte. Damit begann eine bedeutende Produktion im Bereich der Unterrichtsbücher, die bis heute fortdauert und den Verlag in die Reihe der namhaften Schulbuchverlage stellt. Der Hauptautor war Heinrich Harms, unter dessen Federführung Wandkarten, Atlanten, geographische Lehr- und Lernbücher entstanden.“
1919 übernahm er außerdem den Verlag Abel & Müller, von dem er sich aber 1925 wieder trennte.
1919 wurde der Sohn Paul Walter List Teilhaber des Verlages und 1929 nach dem Tod von Paul List alleiniger Eigentümer.
Paul List wurde im Listschen Erbbegräbnis in der IX. Abteilung des Neuen Johannisfriedhofs beerdigt.

## Ehe und Nachkommen
Paul List war mit Margarete Gottfried (1873–1944), Tochter des Kommerzienrats Emil Gustav Gottfried, Inhaber der Leipziger Zuckerfabrik Sachsenröder & Gottfried, und seiner Ehefrau Melitta, geborene Zangenberg, verheiratet. Deren Bruder  war der Maler Oswald Gottfried. Sie hatten mindestens zwei Kinder
- Paul Walter List (1899–1989), übernahm den Verlag und leitete ihn bis 1972 in München
- eine Tochter

## Ehrungen
Paul Walter List wurde 1964 mit dem Bayerischen Verdienstorden ausgezeichnet.
Die Carolinenstraße in Leipzig, in der das Verlagsgebäude stand, wurde im Jahr 1947 in Paul-List-Straße umbenannt.